# رو عقاب
رو عقاب یک ستاره است که در صورت فلکی عقاب قرار دارد.